# Adolf Taimi

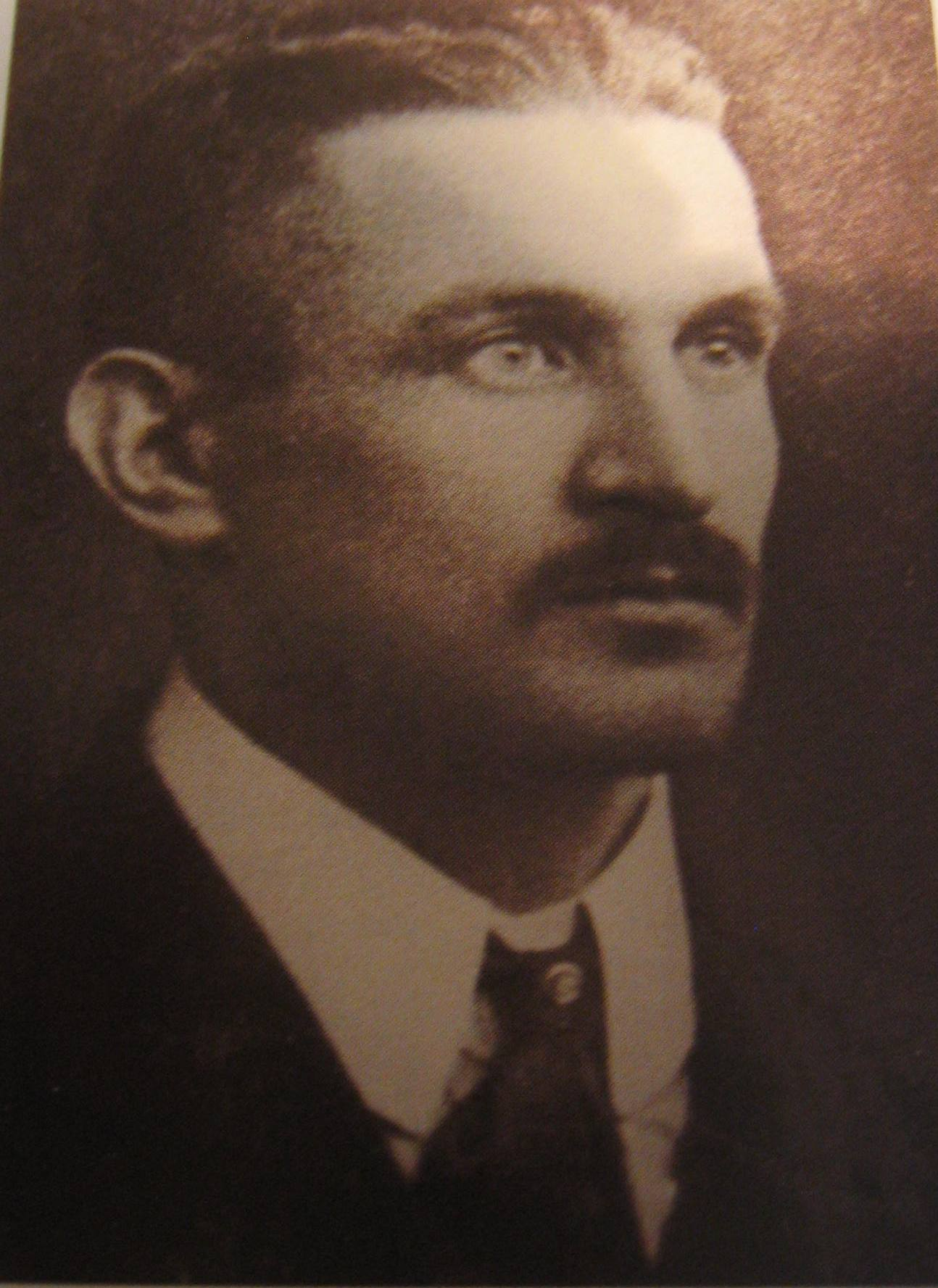
Adolf Taimi

Adolf Pietarinpoika Taimi (hette till 1908 Vasten), född 3 oktober 1881 i Sankt Petersburg, död 1955 i Sovjetunionen, var en finsk metallarbetare och politiker.
Han var född av finska föräldrar och blev metallarbetare vid 15 års ålder. Han anslöt sig till bolsjevikerna 1902, deltog i den bolsjevikiska underjordiska verksamheten i Petersburg och invaldes i stadens arbetarråd som representant för Putilovverken. 
År 1907 sände ryska socialdemokratiska partiet honom till Finland för att agitera bland ryska matroser. Han flydde vid ett tillfälle undan ochranans långa arm till Belgien och Sverige. När en plan på väpnad revolt avslöjades 1912 skickades han till Sibirien. År 1915 blev han frigiven. Han deltog i februarirevolutionens strider i Petrograd. Därefter sändes han av Molotov till Helsingfors för att etablera och upprätthålla förbindelserna mellan  Finlands socialdemokratiska parti och därvarande ryska trupper. Bland annat bildade han ett eget rött garde i Helsingfors som inte stod under partiets kommando. Under finska inbördeskriget utsågs han fill Folkkomissariatets kommissarie för inrikesärenden. I praktiken betydde det att han handhade uppställandet, utrustningen och transporten av röda gardets trupper. 
Efter kriget flydde han till Ryssland. Han deltog i grundandet av Finlands kommunistiska parti. Åren 1922-23 och 1927-28 utförde han underjordiskt arbete i Finland. Han anhölls och dömdes till 15 års fängelse. Efter vinterkriget frigavs han tillsammans med Toivo Antikainen på Sovjetunionens begäran. 
Han blev ledamot av Sovjetunionens högsta sovjet och ordförande i Karelsk-finska sovjetrepublikens högsta sovjet.